# Robin Thompson
Pour les articles homonymes, voir Thompson.
Robin Henderson Thompson, est né le 5 mai 1931 à Belfast (Irlande du Nord). C’est un joueur de rugby à XV, qui joue avec l'équipe d'Irlande de 1951 à 1956 évoluant au poste de deuxième ligne.
Il est décédé le 14 août 2003 à Belfast.

## En équipe nationale
Il a eu sa première cape internationale le 8 décembre 1951, à l’occasion d’un match contre l'équipe d'Afrique du Sud. 
Robin Thompson a joué trois test matchs de la tournée des Lions britanniques en 1955 en Afrique du Sud. 
Il en a été chaque fois le capitaine. Il manque le troisième test sur blessure et se rétablit à temps pour jouer le quatrième.
Après la tournée, il passe professionnel et joue au rugby à XIII pour Warrington. Mais une blessure et une contre-indication médicale lui font mettre un terme à sa carrière à seulement 25 ans. 
Après être rentré en Irlande, il devint chroniqueur dans la presse.

## Palmarès
- 11 sélections avec l'équipe d'Irlande dont 3 fois capitaine en 1955.
- Sélections par année : 1 en 1951, 1 en 1952, 5 en 1954, 3 en 1955, 1 en 1956.
- Tournois des Cinq Nations disputés : 1952, 1954, 1955, 1956.

- 3 sélections avec les Lions britanniques en 1955 en Afrique du Sud. Capitaine lors des trois tests disputés